# Leptoptilos
Leptoptilos là một chi chim trong họ Ciconiidae.

## Các loài
Chi này hiện chỉ còn ghi nhận được 3 loài:
- Leptoptilos javanicus
- Leptoptilos dubius
- Leptoptilos crumenifer

Dưới đây là những loài đã tuyệt chủng:
- †Leptoptilos falconeri
- †Leptoptilos indicus (trước đây là Cryptociconia indica, đôi khi được xếp chung với L. falconeri)
- †Leptoptilus patagonicus
- †Leptoptilos pliocenicus (đôi khi được xếp chung với L. falconeri)
- †Leptoptilos richae
- †Leptoptilos robustus[2]
- †Leptoptilos titan
- †Leptoptilos sp.

†Leptoptilos siwalicensis